# Complexe Taïb Ben Ammar
Le complexe Taïb Ben Ammar (arabe : مجمع طيب بن عمار) est une infrastructure sportive située dans le quartier d'El Omrane à Tunis.
Le complexe comprend :
- un terrain de football ;
- deux espaces de football pour entraînement ;
- deux terrains de handball ;
- deux terrains de basket-ball ;
- deux terrains de volley-ball ;
- une piste de 400 mètres ;
- un stand de tir pour le lancer du poids ;
- des fosses de saut (saut en longueur, triple saut et saut en hauteur).

En 2007, un plan de rénovation implicant la restauration des vestiaires, le réseau d'éclairage et les clôtures, les espaces situés à l'intérieur du complexe ainsi qu'un engazonnement des terrains est programmé pour un coût d'un million de dinars.